# Прокляті не плачуть
Прокляті не плачуть (англ. The Damned Don't Cry!) — американський фільм-нуар режисера Вінсента Шермана 1950 року.
Сценарій Гарольда Медфорда та Джерома Вайдмана був написаний за мотивами оповідання Гертруди Вокер "Історія одного випадку". Режисером фільму виступив Вінсент Шерман, а продюсером — Джеррі Волд. "Прокляті не плачуть" — перша з трьох кінематографічних спільних робіт Шермана і Кроуфорд, іншими були "Гарріет Крейг" (1950) і "Прощай, моя примха" (1951).

## Сюжет
Розслідування вбивства гангстера на ім'я Нік Прент несподівано «виводить» таємну поліцію на Лору Хансен Форбс — жінку «без минулого», яка нещодавно таємничим чином зникла. У флешбеках глядачі бачать важке дитинство Лори, її невдалий шлюб з чоловіком із «низів», який закінчується трагічно, після чого жінка вирішує відправитися «на пошуки кращого життя». Незабаром Лора розуміє, що її головний козир — привабливість, і починає, зводячи з розуму одного чоловіка за іншим, підминати під себе цілий кримінальний синдикат.

## У ролях
- Джоан Кроуфорд — Етель Вайтгед / Лора Хансен Форбс
- Девід Брайан — Джордж Кастлман / Джо Кавені
- Стів Кокран — Нік Прента
- Кент Сміт — Мартін Бленкфорд
- Хью Сандерс — Грейді
- Селена Ройл — Патрісія Лонгворт
- Жаклін деВіт — Сандра
- Морріс Анкрум — Джим Вайтгед
- Едіт Евансон — місіс Кастлман
- Річард Іган — Рой Вайтгед